# 이타노군

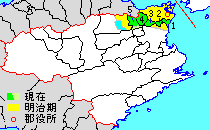
이타노 군의 위치

이타노군(일본어: 板野郡, いたのぐん)은 일본 도쿠시마현(아와 국) 북동부의 군이다.
인구 95,396명, 면적 110.05km², 인구밀도 867명/km².(2025년 3월 1일, 추계인구)
이하 5정으로 구성된다.
- 아이즈미정(藍住町)
- 이타노정(板野町)
- 가미이타정(上板町)
- 기타지마정(北島町)
- 마쓰시게정(松茂町)

군 인구는 시코쿠에서 1위이며 주고쿠 지방을 포함하면 히로시마현 아키군에 이은 2위, 긴키 지방까지 합해도 다섯 손가락 안에 들어간다. 중심의 정인 아이즈미, 기타지마는, 인구가 적은 도쿠시마 현안에서도 해마다 인구가 증가하고 있으며 군내의 정에 주변 합병의 이야기도 나와 있지 않기 때문에 이대로 가면 다시 인구 10만 명대의 군이 된다.

## 역사
- 2005년 4월 1일 - 도나리정·요시노정이 아와군 아와정·이치바정과 합병해 아와시가 성립, 군에서 이탈하였다.